# Buková (okres Prostějov)
Obec Buková se nachází v okrese Prostějov v Olomouckém kraji. Žije zde 300 obyvatel.

## Historie
První písemná zmínka o obci pochází z roku 1547. Od svého vzniku patřila pod boskovické panství, respektive okres Boskovice a k okresu Prostějov byla připojena až roku 1960. Název obce je odvozen od bukového dřeva či od lesní trati stejného jména a je po celou dobu existence obce neměnný.

## Obyvatelstvo

### Struktura
Vývoj počtu obyvatel za celou obec i za jeho jednotlivé části uvádí tabulka níže, ve které se zobrazuje i příslušnost jednotlivých částí k obci či následné odtržení.
| Místní části   | Místní části | 1869 | 1880 | 1890 | 1900 | 1910 | 1921 | 1930 | 1950 | 1961 | 1970 | 1980 | 1991 | 2001 | 2011 |
| -------------- | ------------ | ---- | ---- | ---- | ---- | ---- | ---- | ---- | ---- | ---- | ---- | ---- | ---- | ---- | ---- |
| Počet obyvatel | část Buková  | 697  | 745  | 721  | 691  | 693  | 654  | 646  | 510  | 534  | 504  | 416  | 358  | 350  | 317  |
| Počet domů     | část Buková  | 88   | 96   | 98   | 100  | 99   | 97   | 103  | 122  | 112  | 111  | 106  | 119  | 133  | 134  |

## Přírodní poměry
V katastru obce se nacházejí chráněná území Bučina u Suché louky, Pod Liščím kupem, Prameniště Hamerského potoka U velké jedle a Rašeliniště v Klozovci, stejně jako nejvyšší vrchol Drahanské vrchoviny Skalky.
Obcí protéká Bukový potok, jenž pramení západně od obce. Jihozápadně od obce také pramení říčka Zábrana, do které Bukový potok vtéká.

## Pamětihodnosti
- Zvonice z 18. století
- Kaple svatého Josefa ze 30. let 20. století
- Skupina lidových domů se dřevěným a hliněným zdivem z 19. století

## Galerie

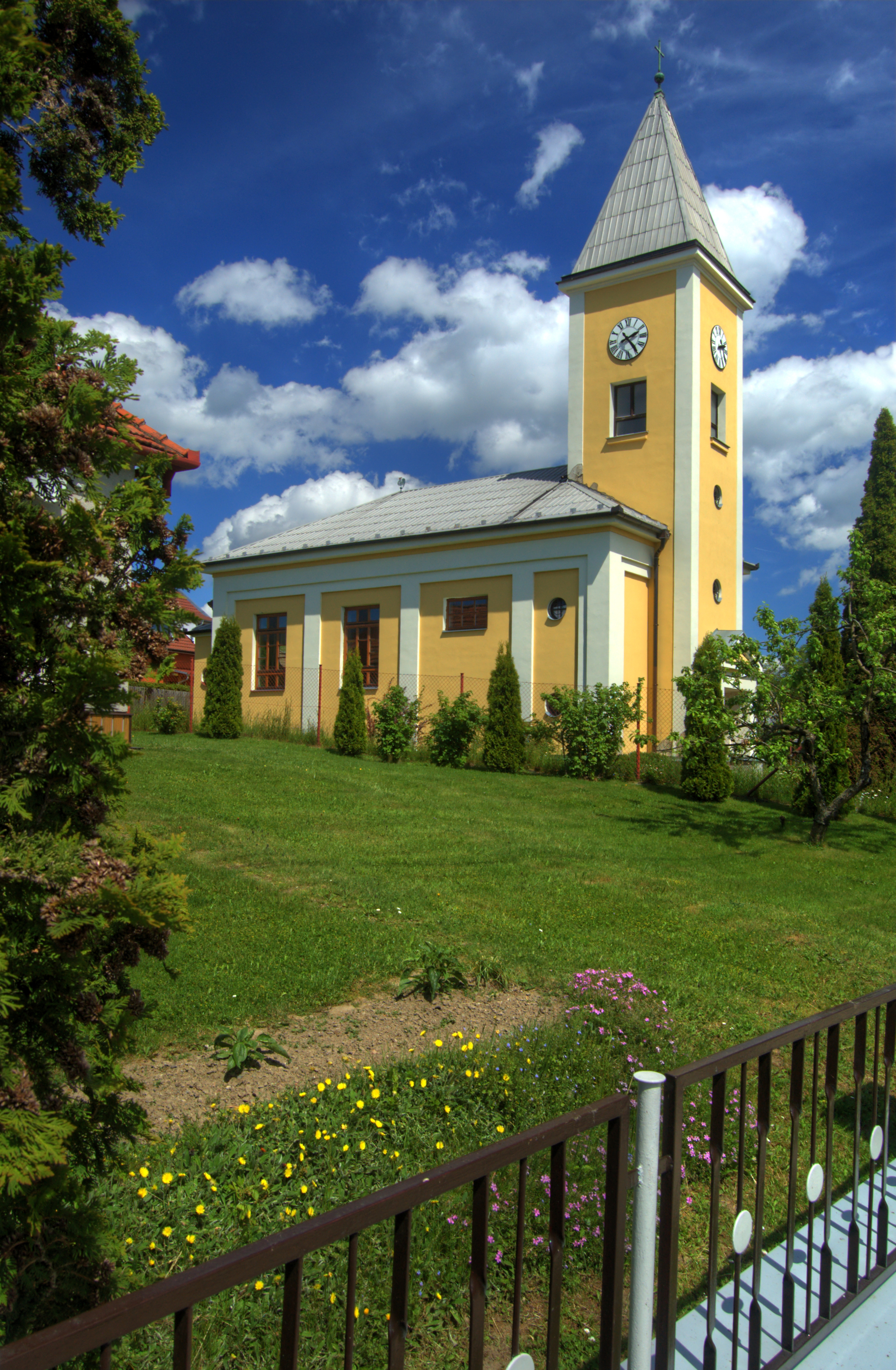
Kaple svatého Josefa
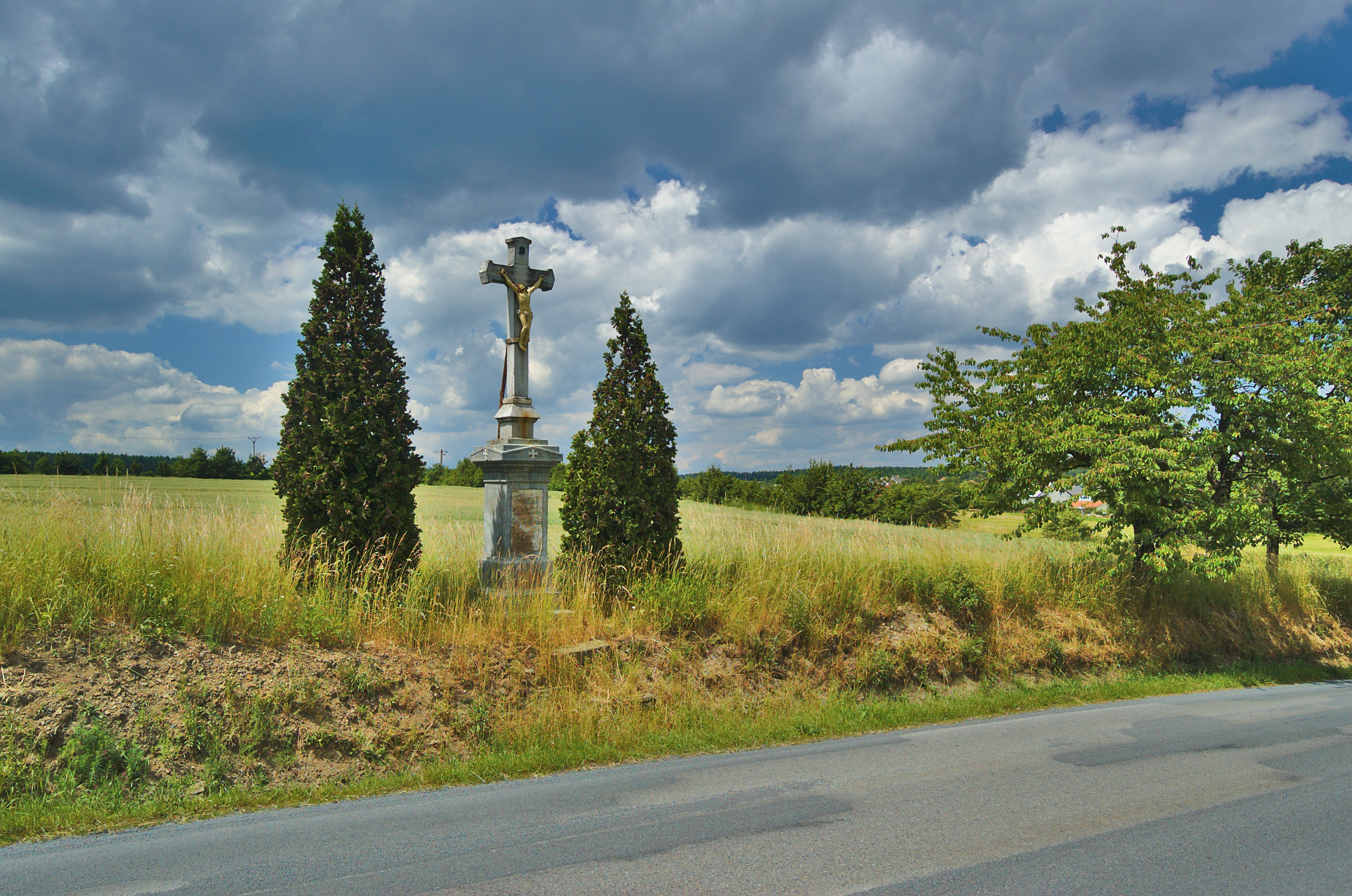
Kříž nad Bukovou směrem na Protivanov
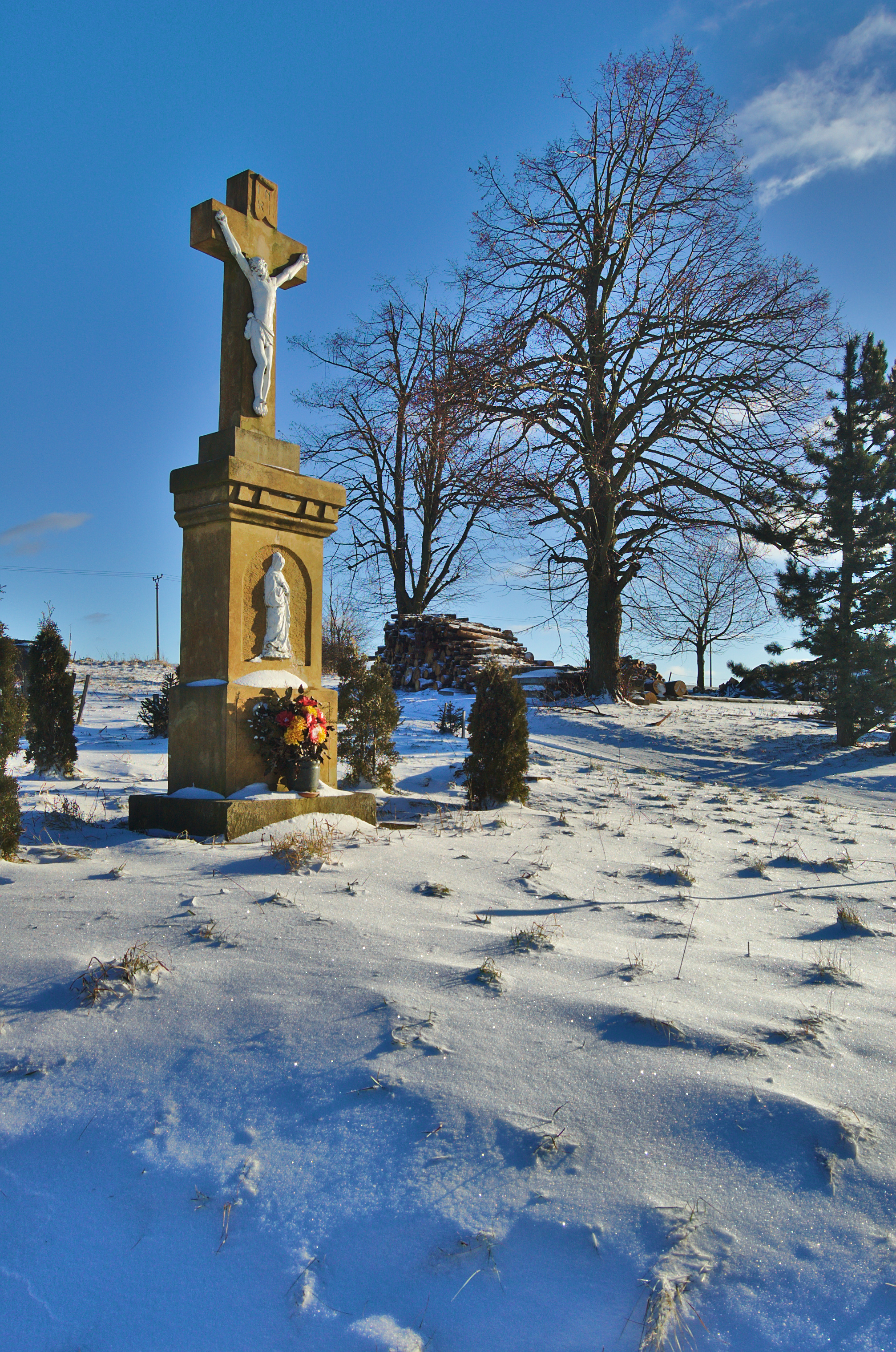
Kříž ve východní části obce u zelené a žluté turistické trasy
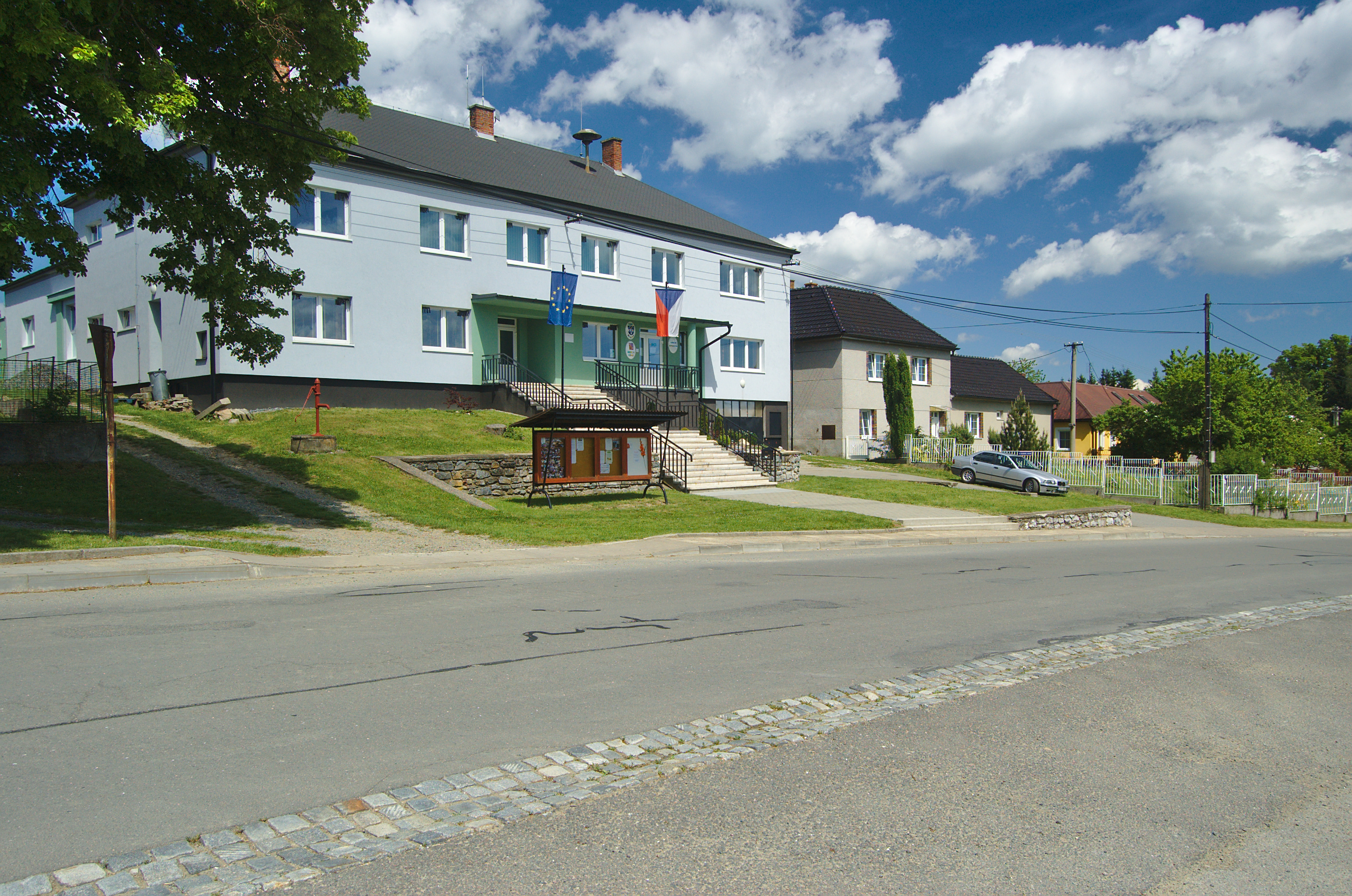
Obecní úřad a hasičská zbrojnice
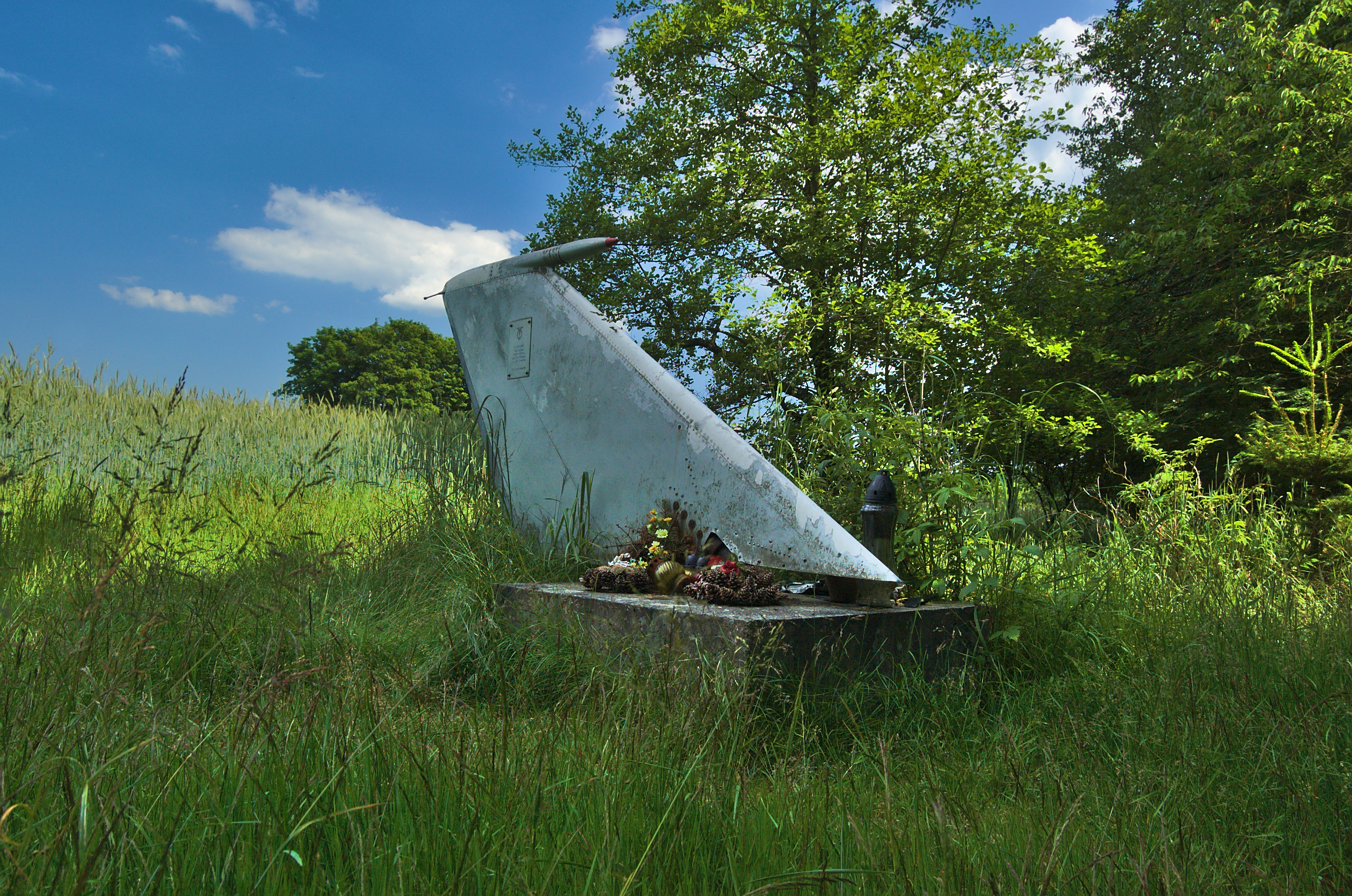
Památník obětem letecké katastrofy
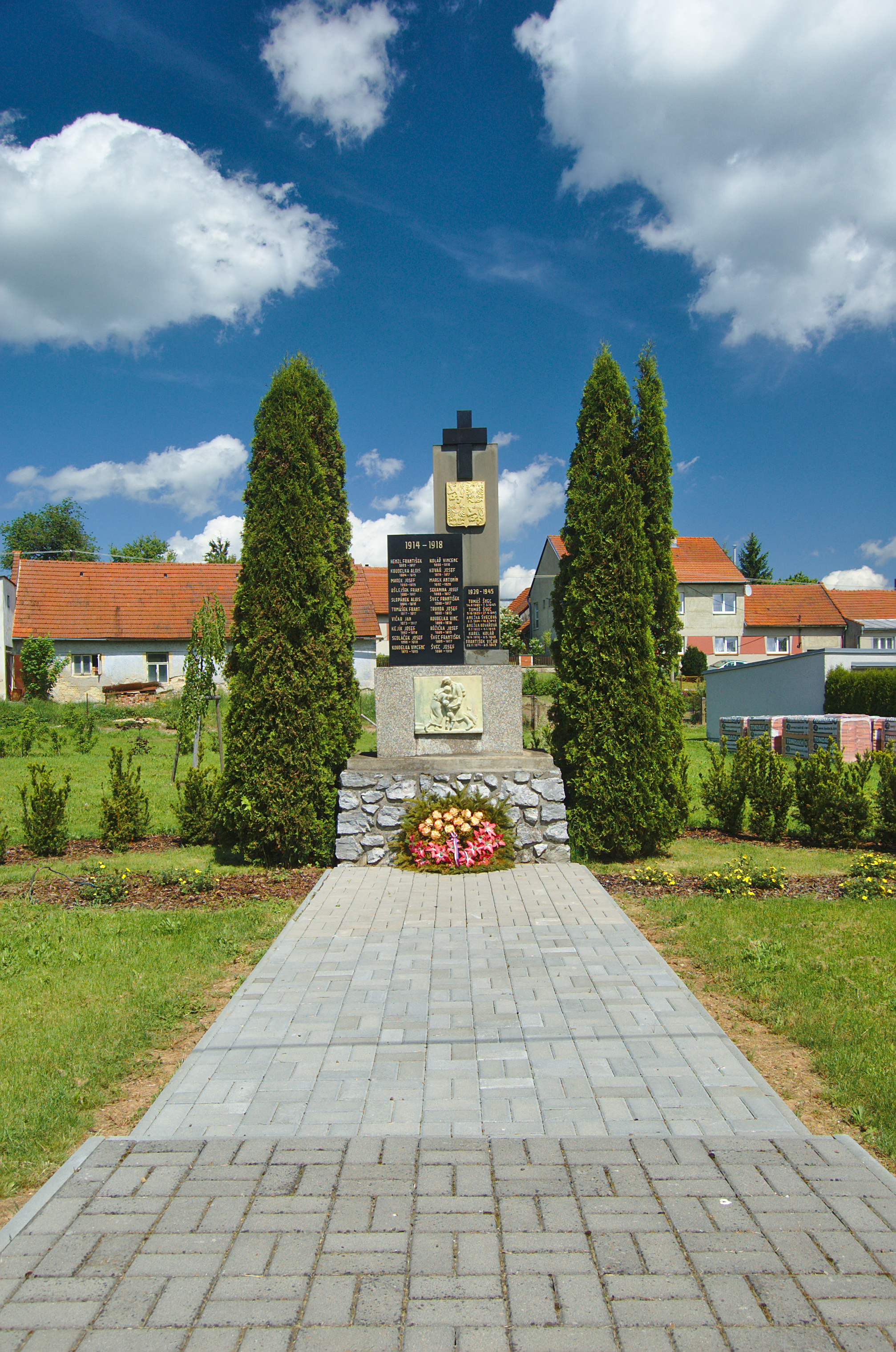
Památník obětem světových válek
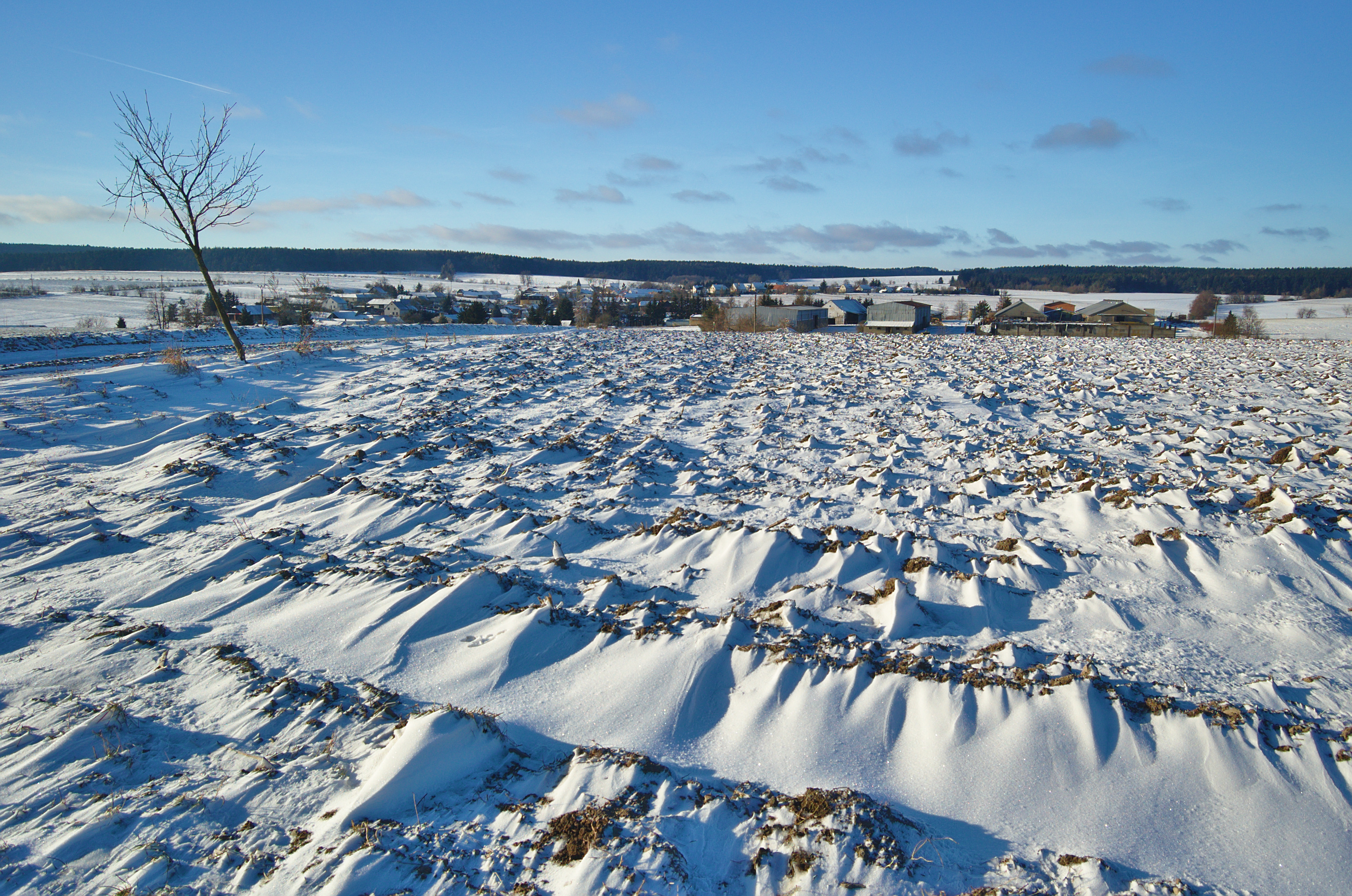
Pohled na obec od východu
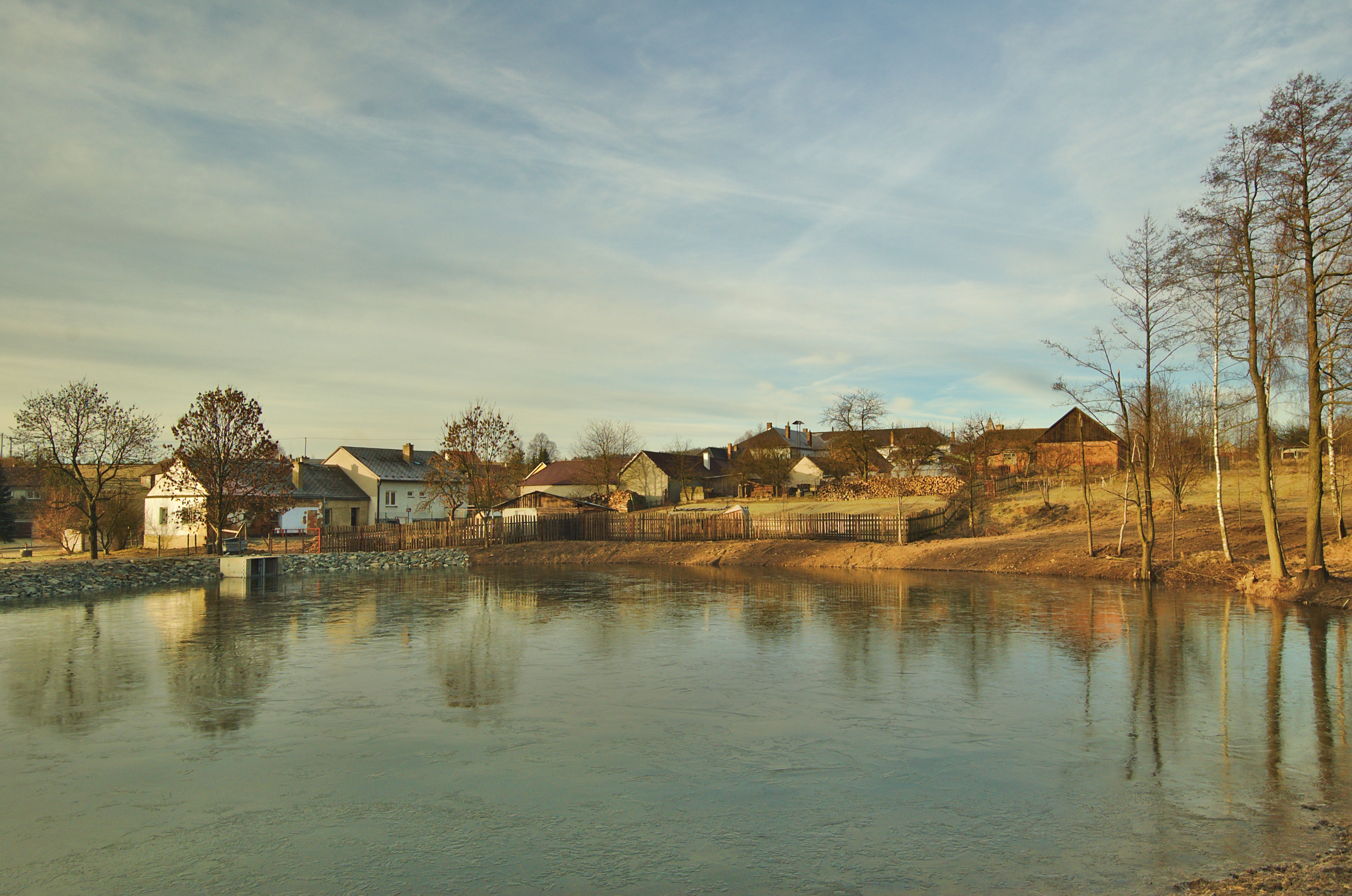
Požární nádrž
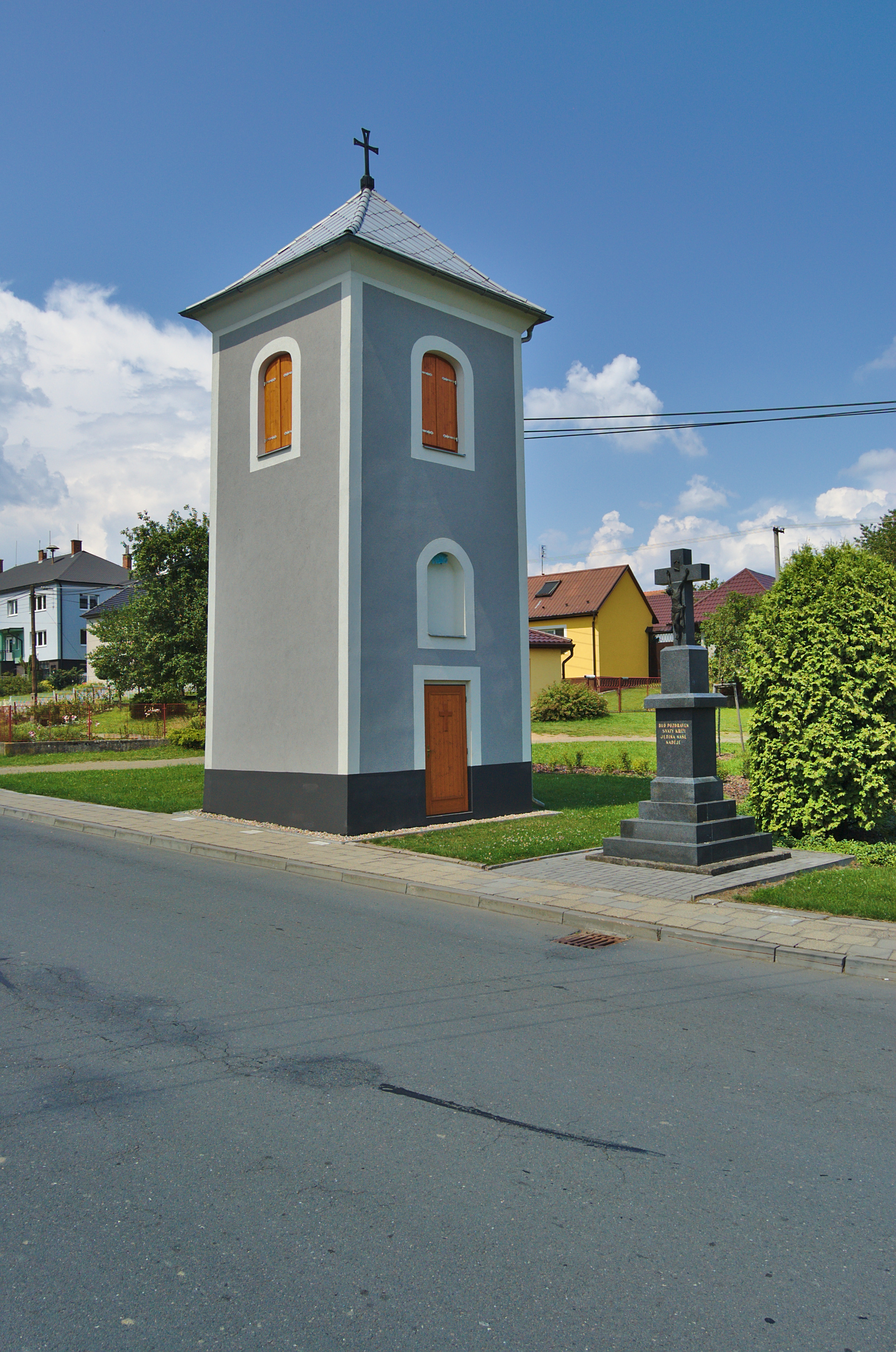
Zvonice
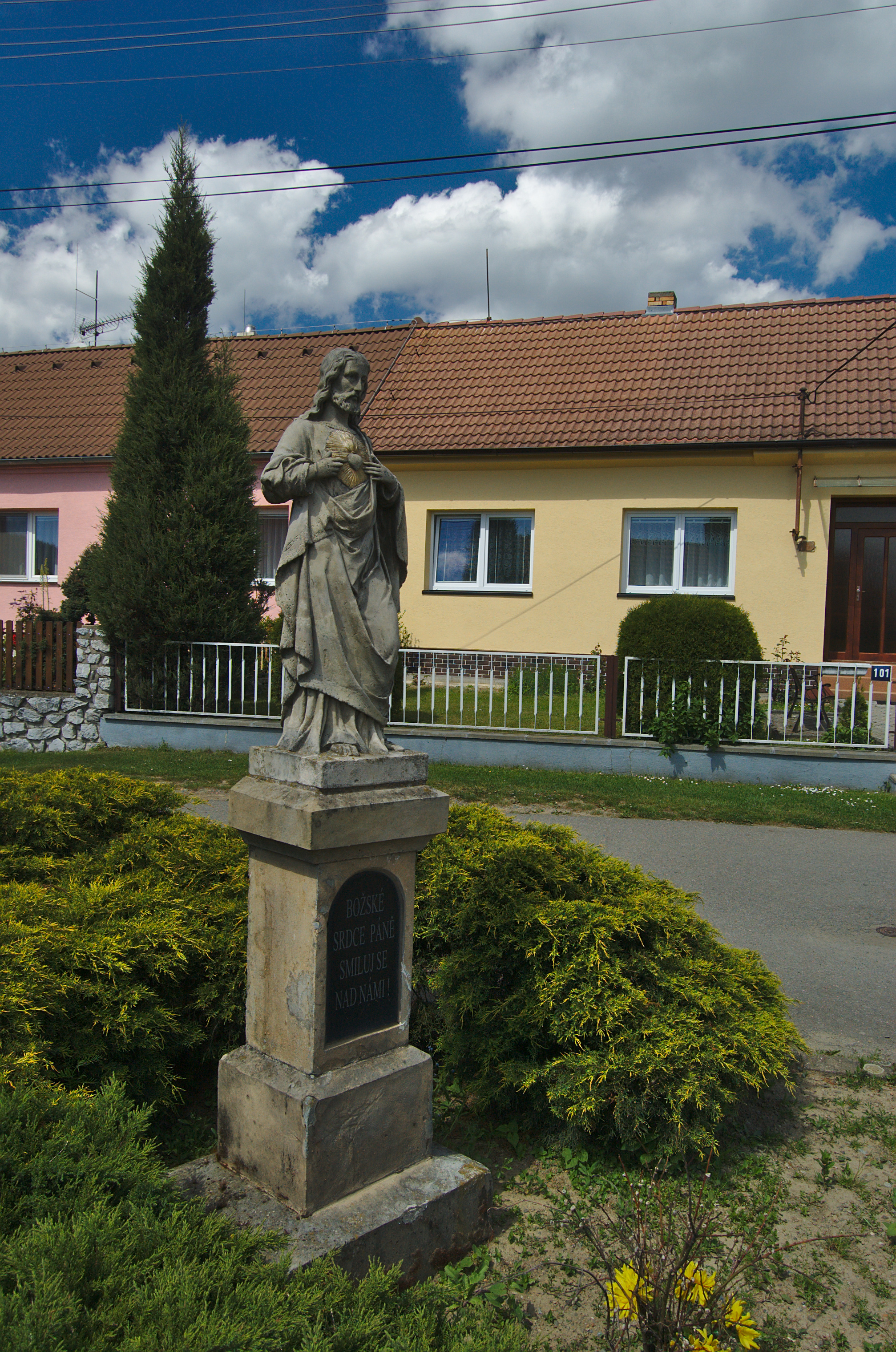
Socha božského srdce Páně
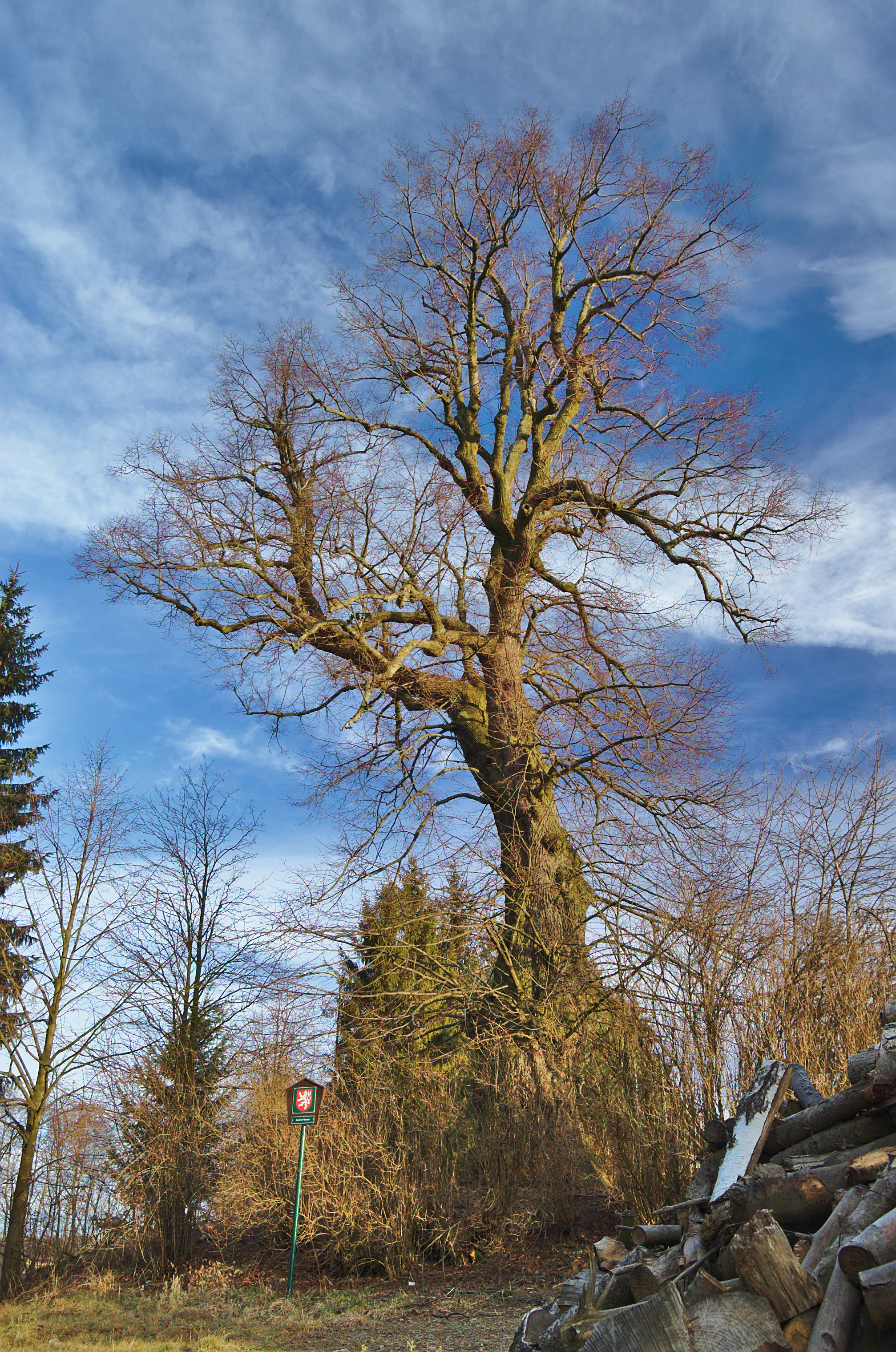
Bukovská lípa
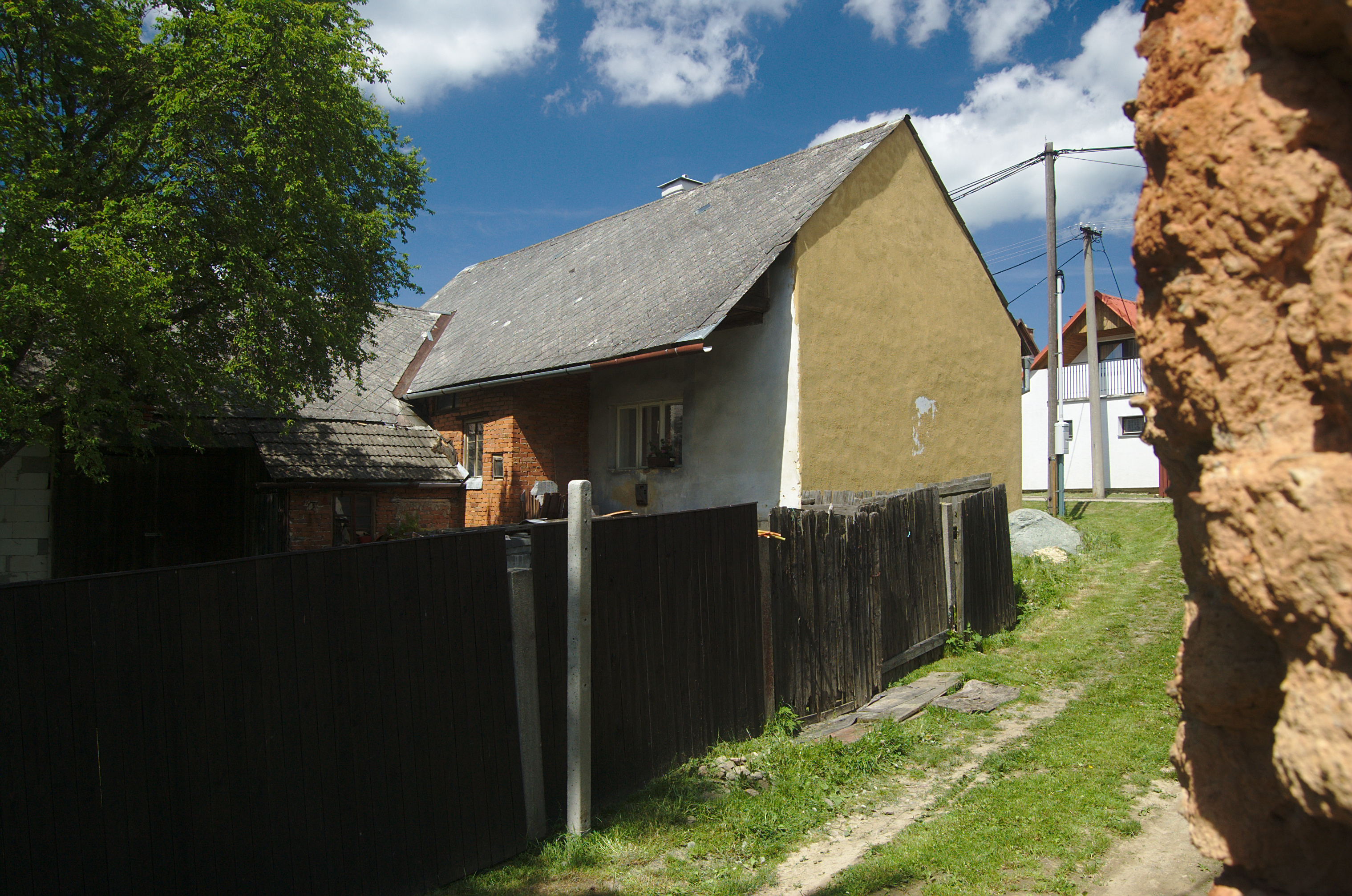
Venkovská usedlost